# Damnazes
Damnazes di Lazica (in georgiano დამნაზე?; ... – 521 o 522) fu re di Lazica da una data ancora non ben definita, fino alla sua morte, avvenuta nel 521 o nel 522.

## Biografia

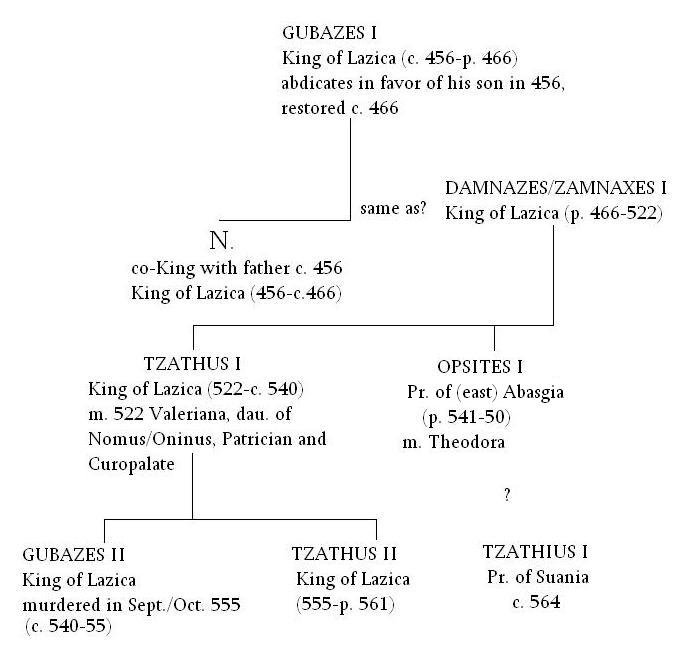
Un possibile albero genealogico della famiglia reale laza redatto da Cyril Leo Toumanoff

Le informazioni che ci sono pervenute circa questo sovrano sono molto poche, tuttavia è noto che egli fu un contemporaneo dell'imperatore sasanide Kavad I, di cui abbracciò la religione, lo zoroastrismo, nonostante regnasse su una regione di religione cristiana. Nei suoi anni di reggenza, egli si comportò quindi come un vassallo dell'impero sasanide, preferendo quest'ultimo all'impero bizantino in un periodo in cui i due imperi si fronteggiavano costantemente sul fronte caucasico.
Damnazes ci è quindi noto dalle cronache che narrano delle rivalità dei due imperi in quelle regioni, come la Cronografia dell'autore coevo Giovanni Malalas e l'anonimo Chronicon Paschale, in cui il nome di Damnazes viene reso come "Zamnaxes" e in cui si parla di lui come padre del re Tzath I, il quale, una volta salito al trono alla morte del padre, nel 521 o 522, ripudierà lo zoroastrismo per convertirsi al cristianesimo, facendosi battezzare dall'imperatore bizantino Giustino I e ponendo quindi in atto una politica di alleanze diametralmente opposta a quella del padre.
Stando agli scritti del noto storico bizantino dei VI secolo Procopio di Cesarea, Damnazes potrebbe essere stato padre anche di un altro re lazo, Opsites, salito al trono dopo il fratello Tzath I. Tuttavia, il noto storico e genealogista russo Cyril Leo Toumanoff ha affermato di ritenere che questi non fosse altro che un membro della famiglia reale laza, nonché principe di Abcasia, ma che non sia mai stato re.
Circa la salita al potere di Damnazes, sempre Toumanoff sostiene che l'inizio del suo regno potrebbe risalire al 456, quando l'uomo sarebbe stato associato al trono come co-regnante dal padre, il re lazo Gubazes I, del quale è noto il fatto che avesse associato al trono il proprio figlio. Tuttavia, non è del tutto chiaro se Damnazes sia stato effettivamente tale figlio di Gubazes I.